# Грузия на «Евровидении»
Дебют Грузии на конкурсе песни «Евровидение» состоялся в 2007 году.
Дважды представителям Грузии удавалось занимать 9-е место в финале: София Нижарадзе с песней Shine в 2010 году и Eldrine с песней One More Day в 2011 году. Худший результат — последнее место в полуфинале на Евровидение 2014, Евровидение 2018 и  Евровидение 2022.
В 2009 году была дисквалифицирована с Евровидения, которое проходило в России, из-за политических взглядов в сторону президента - Владимира Владимировича Путина. Песня «We don't wanna Put In» на слух воспринималась как "Putin". 
После заявленного протеста в Европейский вещательный союз и последовавшего предложения изменит выбор песни, Грузия приняла решение отказаться от участия в Евровидении 2009 года.
За 11 лет участия Грузия в финале получила 631 балл, а в полуфинале — 868 баллов.

## Дисквалификация на конкурсе 2009 года
В 2009 году песня, которая должна была представлять Грузию, была дисквалифицирована из-за двусмысленного в политическом смысле названия We don't wanna Put In, которое на слух воспринималось омфанимично с We don't wanna Putin, что могло намекать на президента России Владимира Путина (особенно в свете российско-грузинской войны 2008 года), известного своей жёсткой политикой в отношении Грузии. После заявленного протеста в Европейский вещательный союз и последовавшего предложения изменить выбор песни Грузия приняла решение отказаться от участия в конкурсе 2009 года.

## Участники
Победитель
     Второе место
     Третье место
     Четвертое место
     Пятое место
     Последнее место
     Автоматический проход в финал
     Не прошла в финал
     Не участвовала или была дисквалифицирована
     Несостоявшееся участие
| Год  | Место проведения | Исполнитель                              | Язык                                                      | Песня                              | Перевод                          | Финал              | Финал              | Полуфинал          | Полуфинал          |
| Год  | Место проведения | Исполнитель                              | Язык                                                      | Песня                              | Перевод                          | Место              | Баллы              | Место              | Баллы              |
| ---- | ---------------- | ---------------------------------------- | --------------------------------------------------------- | ---------------------------------- | -------------------------------- | ------------------ | ------------------ | ------------------ | ------------------ |
| 2007 | Хельсинки        | Софо Халваши                             | Английский                                                | «Visionary Dream»                  | «Призрачная мечта»               | 12                 | 97                 | 8                  | 123                |
| 2008 | Белград          | Диана Гурцкая                            | Английский                                                | «Peace Will Come»                  | «Мир наступит»                   | 12                 | 83                 | 5                  | 107                |
| 2009 | Москва           | «Стефане и 3G»                           | Английский                                                | «We Don’t Wanna Put In»            | «Мы не хотим вмешиваться»        | Дисквалифицированы | Дисквалифицированы | Дисквалифицированы | Дисквалифицированы |
| 2010 | Осло             | Софо Нижарадзе                           | Английский                                                | «Shine»                            | «Сияй»                           | 9                  | 136                | 3                  | 106                |
| 2011 | Дюссельдорф      | «Eldrine»                                | Английский                                                | «One More Day»                     | «Ещё один день»                  | 9                  | 110                | 6                  | 74                 |
| 2012 | Баку             | Анри Джохадзе                            | Английский, грузинский                                    | «I'm a Joker»                      | «Я — джокер»                     | Не прошёл          | Не прошёл          | 14                 | 36                 |
| 2013 | Мальмё           | Софо Геловани и Нодико Татишвили         | Английский                                                | «Waterfall»                        | «Водопад»                        | 15                 | 50                 | 10                 | 63                 |
| 2014 | Копенгаген       | «The Shin» и Марико                      | Английский                                                | «Three Minutes to Earth»           | «Три минуты до Земли»            | Не прошли          | Не прошли          | 15                 | 15                 |
| 2015 | Вена             | Нина Сублатти                            | Английский                                                | «Warrior»                          | «Воин»                           | 11                 | 51                 | 4                  | 98                 |
| 2016 | Стокгольм        | «Nika Kocharov & Young Georgian Lolitaz» | Английский                                                | «Midnight Gold»                    | «Полуночное золото»              | 20                 | 104                | 9                  | 123                |
| 2017 | Киев             | Тамара Гачечиладзе                       | Английский                                                | «Keep the Faith»                   | «Сохраняй веру»                  | Не прошла          | Не прошла          | 11                 | 99                 |
| 2018 | Лиссабон         | «Iriao»                                  | Грузинский, английский                                    | «შენი გულისთვის (Sheni Gulistvis)» | «Для тебя»                       | Не прошли          | Не прошли          | 18                 | 24                 |
| 2019 | Тель-Авив        | Ото Немсадзе                             | Грузинский, абхазский                                     | «სულ წინ იარე (Sul tsin iare)»     | «Иди только вперёд»              | Не прошёл          | Не прошёл          | 14                 | 62                 |
| 2020 | Роттердам        | Торнике Кипиани                          | Английский, итальянский, испанский, французский, немецкий | «Take Me As I Am»                  | «Прими меня таким, какой я есть» | Конкурс отменён    | Конкурс отменён    | Конкурс отменён    | Конкурс отменён    |
| 2021 | Роттердам        | Торнике Кипиани                          | Английский                                                | «You»                              | «Ты»                             | Не прошёл          | Не прошёл          | 16                 | 16                 |
| 2022 | Турин            | Circus Mircus                            | Английский                                                | «Lock Me In»                       | «Запри меня»                     | Не прошли          | Не прошли          | 18                 | 22                 |
| 2023 | Ливерпуль        | Иру                                      | Английский                                                | «Echo»                             | «Эхо»                            | Не прошла          | Не прошла          | 12                 | 33                 |
| 2024 | Мальмё           | Нуца Бузаладзе                           | Английский                                                | «Firefighter»                      | «Пожарный»                       | 21                 | 34                 | 8                  | 54                 |
| 2025 | Базель           | Мариам Шенгелия                          | Грузинский, английский                                    | «Freedom»                          | «Свобода»                        | Не прошла          | Не прошла          | 15                 | 28                 |

## Комментаторы и глашатаи
| Год  | Комментатор(ы)                                                      | Глашатай                         |
| ---- | ------------------------------------------------------------------- | -------------------------------- |
| 2007 | Сандро Габисония и Софо Алтунашвили                                 | Нели Агирба                      |
| 2008 | Биби Квачадзе                                                       | Тика Пасатсия                    |
| 2009 | Конкурс не транслировался                                           | Не участвовала                   |
| 2010 | Софо Алтунашвили                                                    | Мариам Вашадзе                   |
| 2011 | Софо Алтунашвили                                                    | София Нижарадзе                  |
| 2012 | Тэмо Квирквелия                                                     | Софо Торежелидзе                 |
| 2013 | Тэмо Квирквелия                                                     | Лиза Тсиклаури                   |
| 2014 | Ладо Татишвили и Тамуна Мусуридзе                                   | Софо Геловани и Нодико Татишвили |
| 2015 | Ладо Татишвили и Тамуна Мусуридзе                                   | Натия Бунтури                    |
| 2016 | Тута Чекидзе и Ника Катсия                                          | Нина Сублатти                    |
| 2017 | Деметре Ергемлидзе                                                  | Ника Кочаров                     |
| 2018 | Деметре Ергемлидзе                                                  | Тамара Гачечиладзе               |
| 2019 | Хелен Каландадзе и Гага Абашидзе (все шоу) Нотико Татишвили (финал) | Гага Абашидзе                    |
| 2021 | Ника Лобиладзе                                                      | Ото Немсадзе                     |
| 2022 | Ника Лобиладзе                                                      | Не было                          |
| 2023 | Ника Лобиладзе                                                      | Арчил Сулаквелидзе               |
| 2024 | Ника Лобиладзе                                                      | Софо Халваши                     |
| 2025 | Ника Лобиладзе                                                      | Нуца Бузаладзе                   |

## Фотогалерея

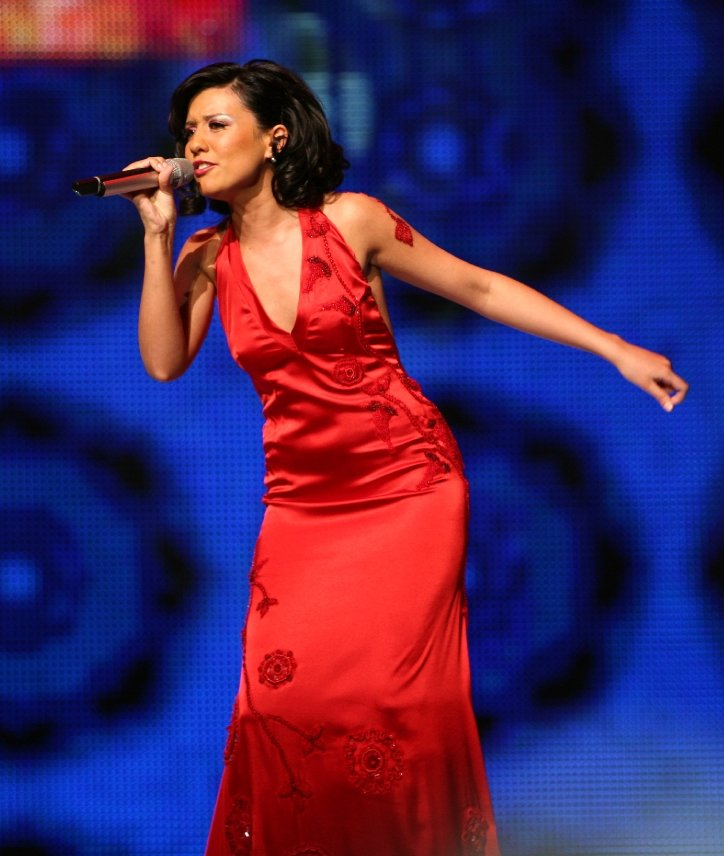
Софо Халваши в Хельсинки (2007).
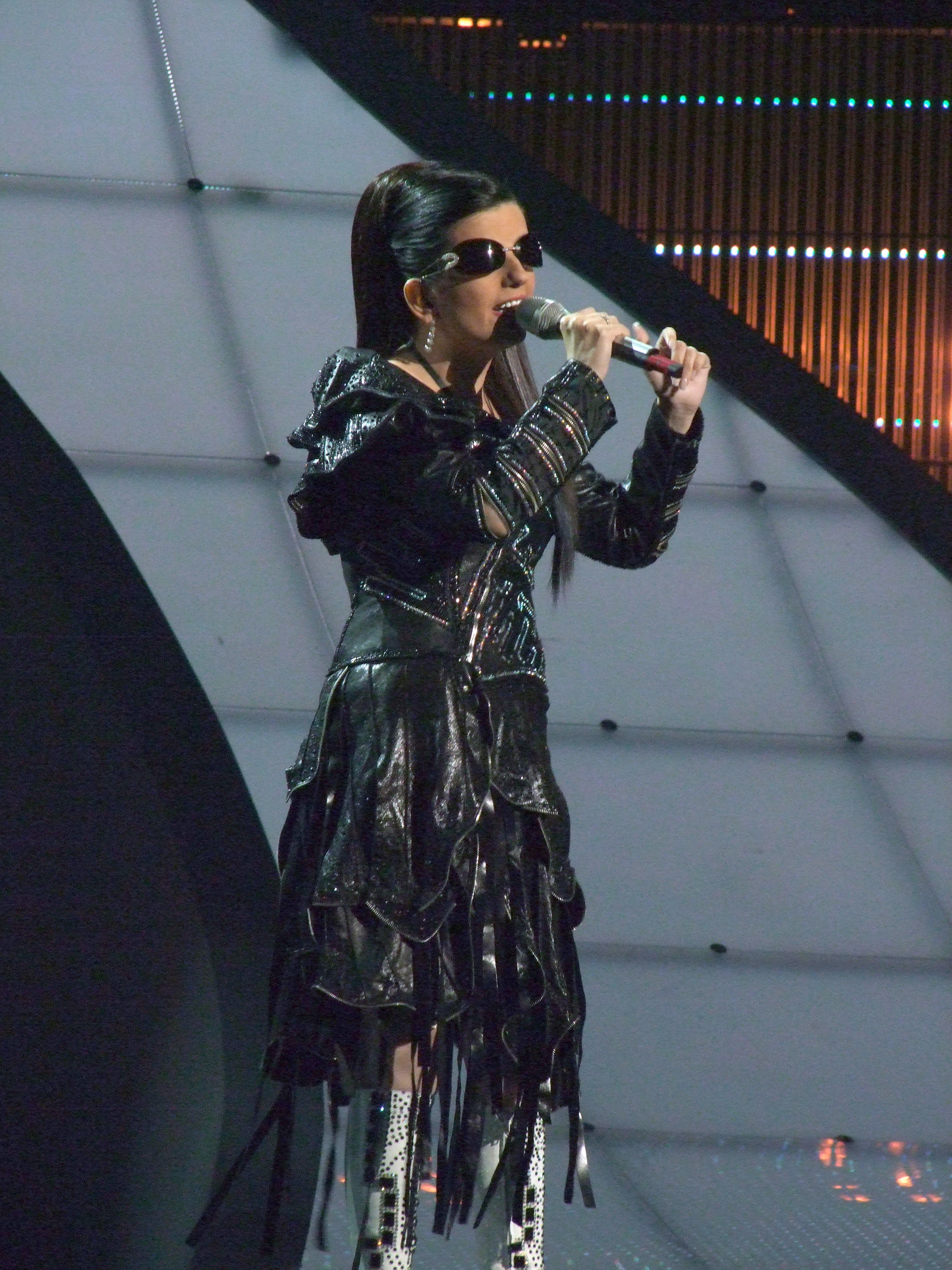
Диана Гурцкая в Белграде (2008).
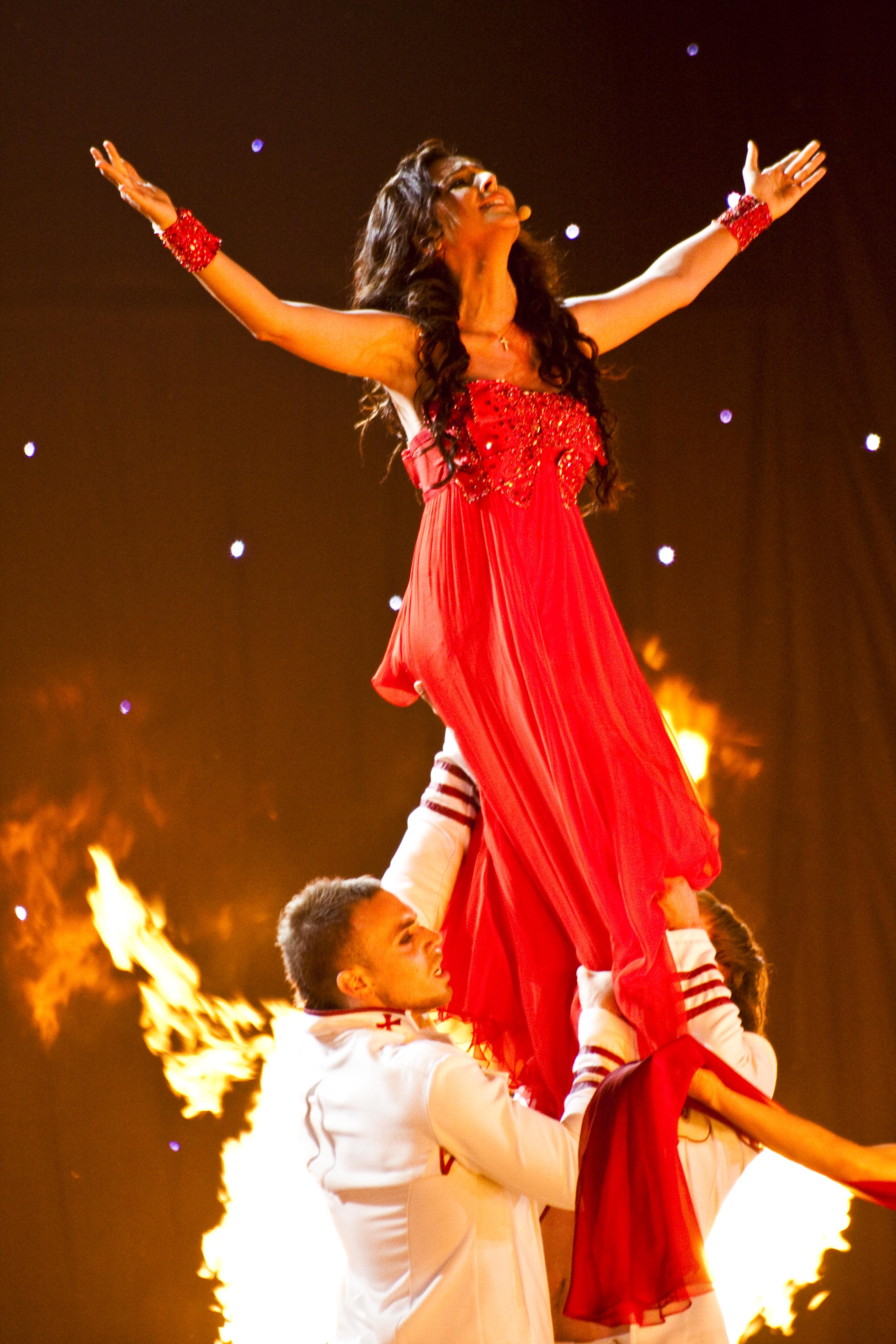
Софо Нижарадзе в Осло (2010)
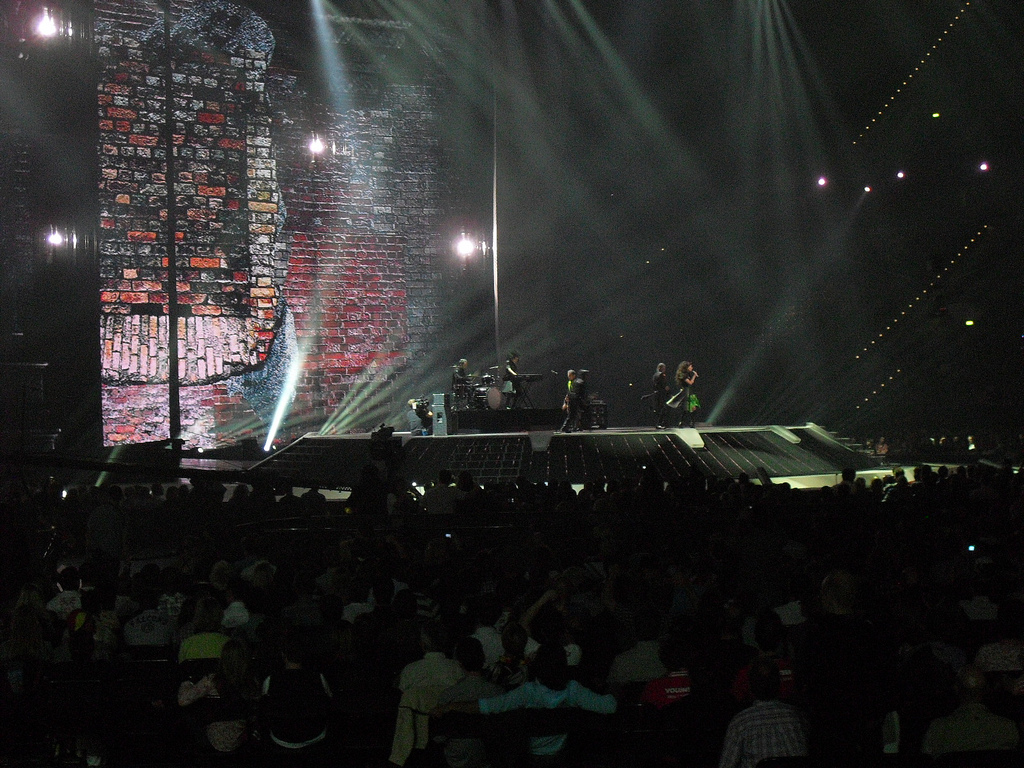
Eldrine в Дюссельдорфе (2011).
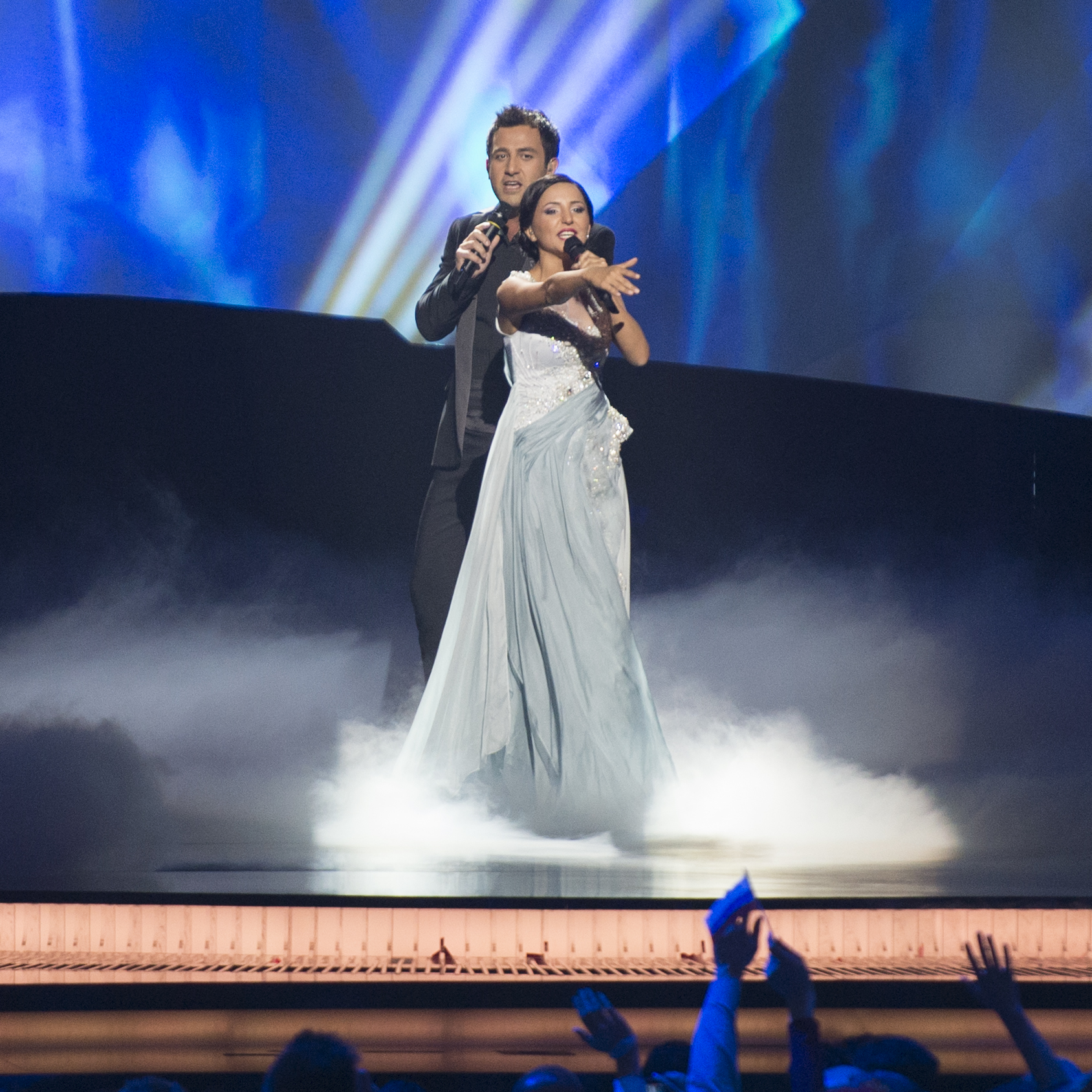
Софо Геловани & Нодико Татишвили в Мальмё (2013).
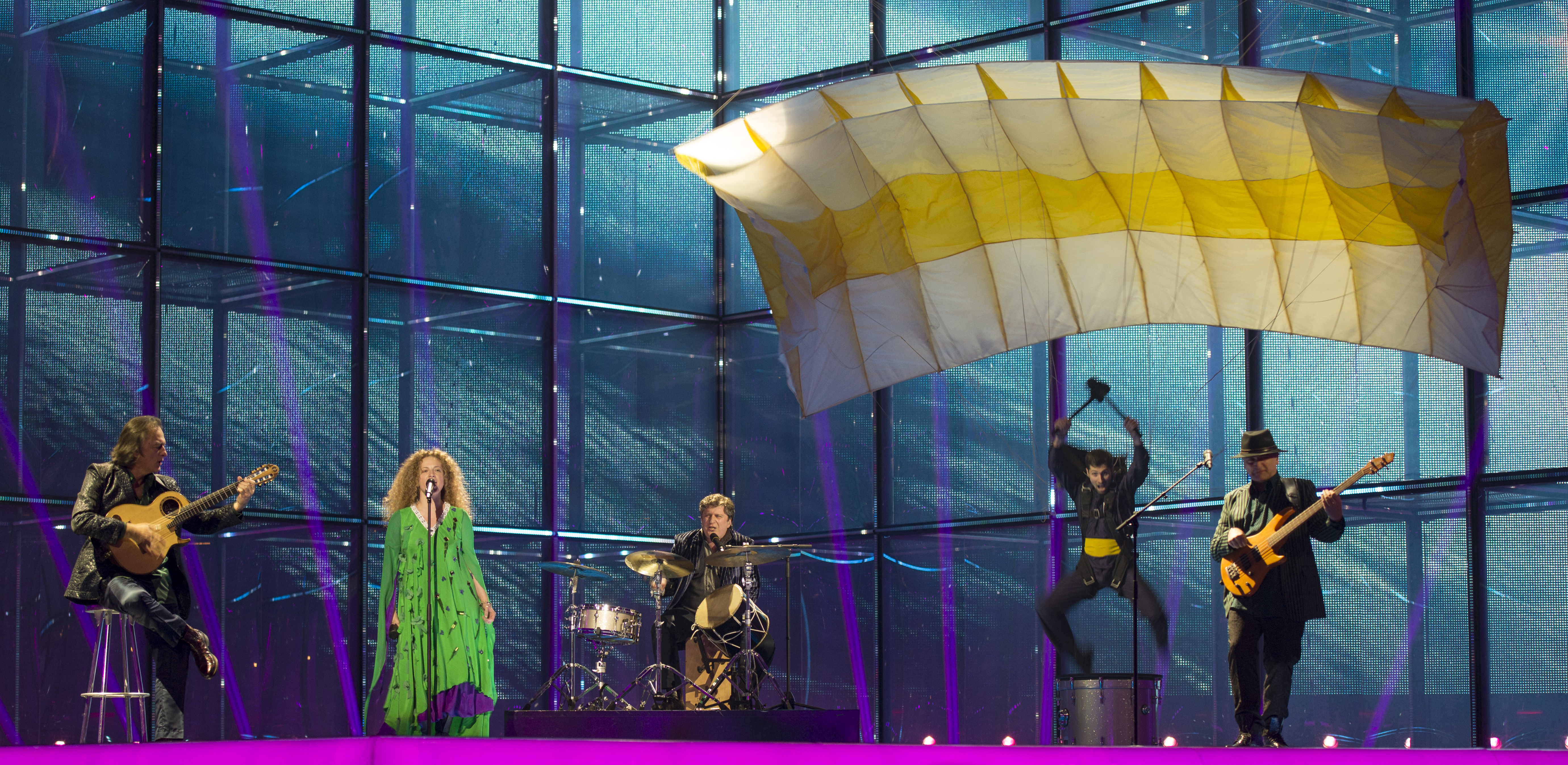
Марико Эбралидзе & The Shin в Копенгагене (2014).
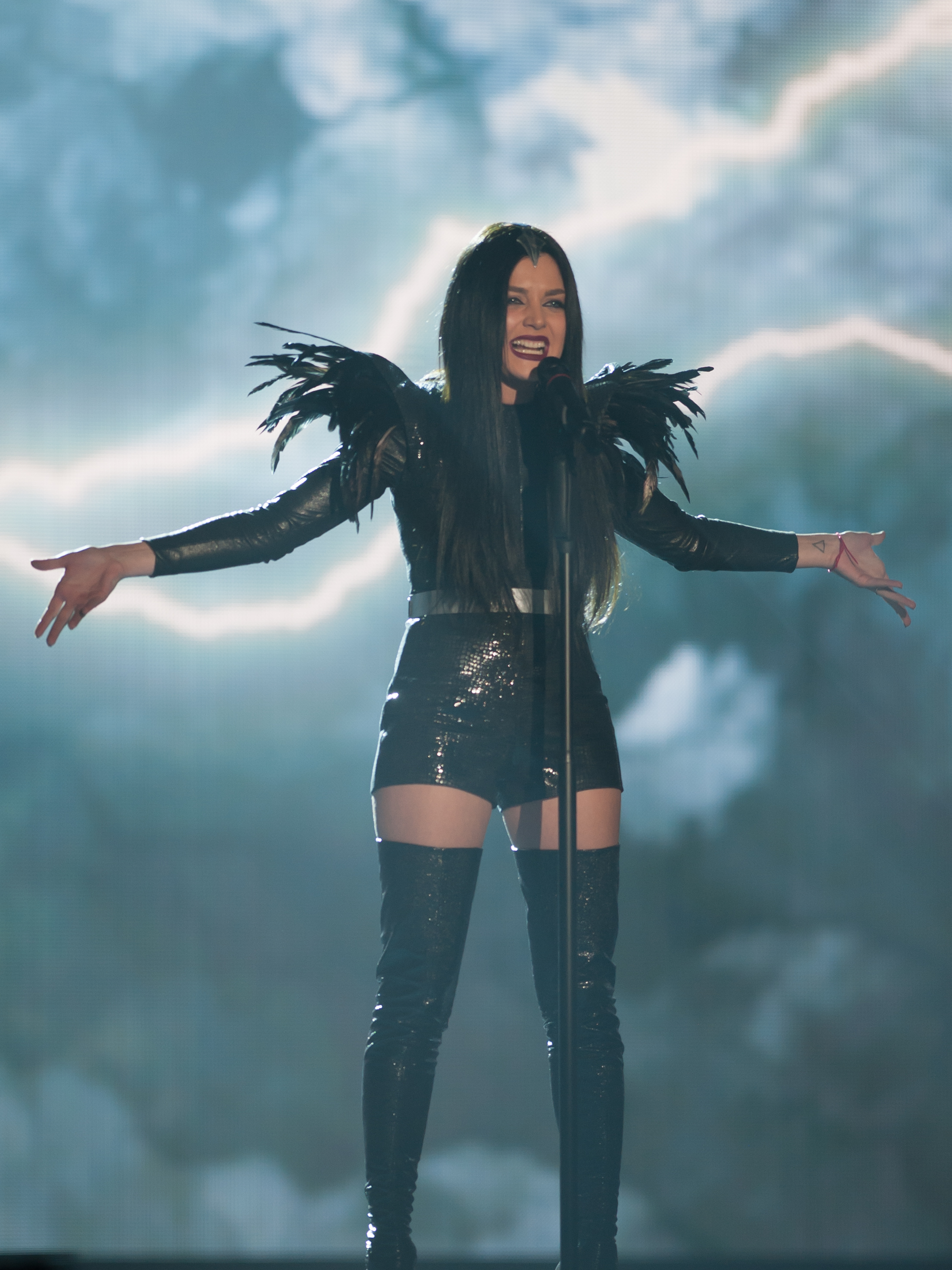
Нина Сублатти в Вене (2015).
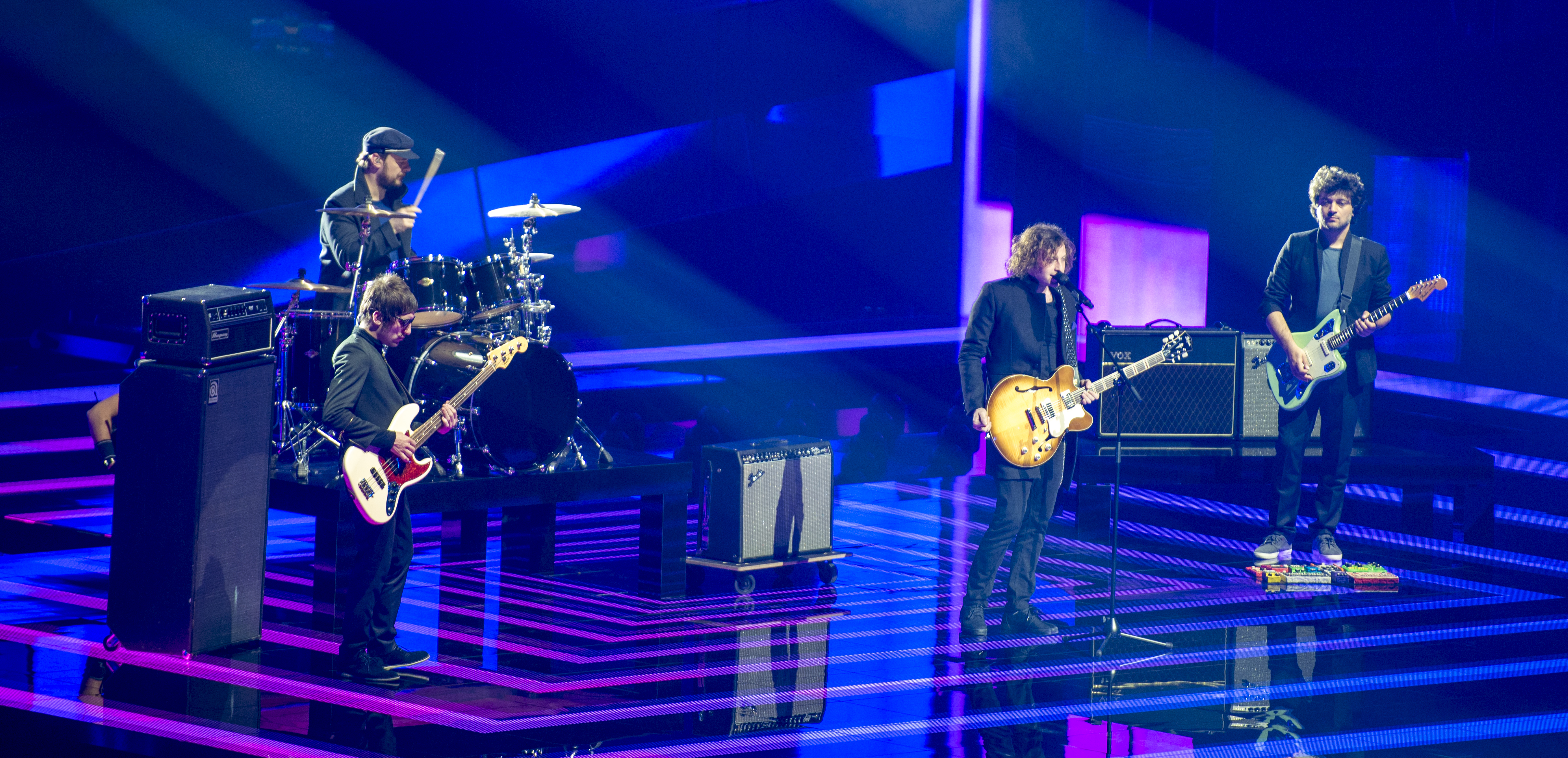
Nika Kocharov и Young Georgian Lolitaz в Стокгольме (2016).

## Комментарии
1. ↑  Изначально Хелен Каландадзе должна была объявить результаты Грузии, однако из-за технических неполадок результаты зачитал исполнительный супервайзер конкурса Мартин Остердаль.